# Andrei Bahdanovich
Andrei Bahdanovich (em búlgaro:  Андрей Викторович Богданович, Yalizava, Mahilou, 15 de outubro de 1987) é um canoísta bielorrusso especialista em provas de velocidade.

## Carreira
Foi vencedor da medalha de Ouro em C-2 1000 m em Pequim 2008 e da medalha de Prata em Londres 2012 junto com o seu irmão e companheiro de equipe Aliaksandr Bahdanovich.